# Iglesia de Santo Domingo de Guzmán (Valladolid)
La iglesia de Santo Domingo de Guzmán, como se le conoce, aunque su nombre completo es el de Parroquia San Mateo y Santo Domingo, es un templo católico ubicado en el barrio del Cuatro de Marzo de la ciudad Valladolid, vinculado al  Arciprestazgo del Sur de Valladolid. 

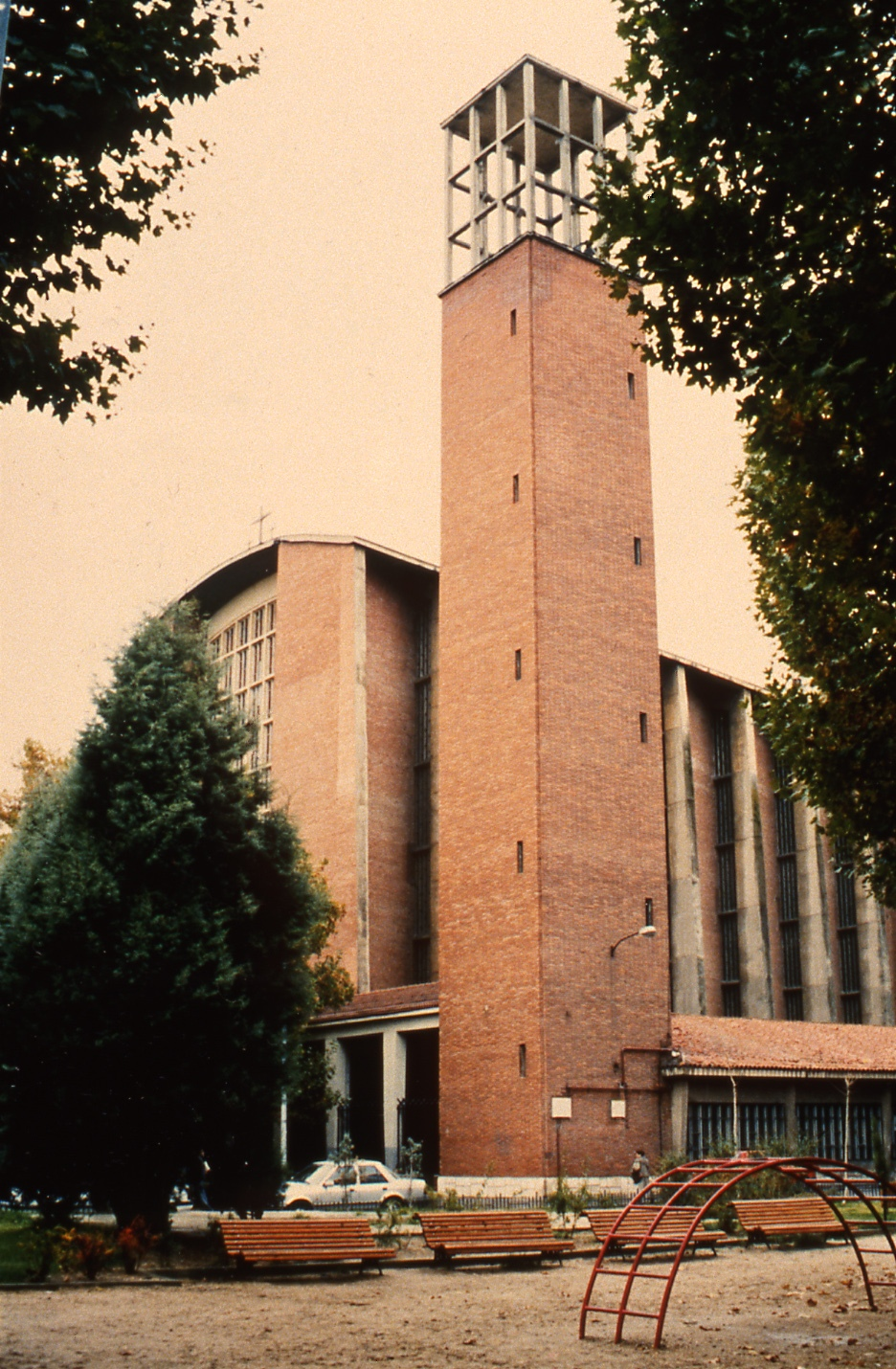
Iglesia de Santo Domingo de Guzmán, torre campanario original.

## Historia
La Iglesia fue proyectada entre 1956 y 1963 por los arquitectos Julio González Martín y Manuel López Fernández. Se encuentra en el centro del polígono residencial Cuatro de Marzo, iniciativa del INV (Instituto Nacional de la Vivienda) de construcción de 1947 viviendas en el paseo de Zorrilla.  Es uno de los edificios de su centro parroquial,  compuesto por un complejo de servicios como guardería, huerto, centro comunal, etc., que en su día dio servicio al barrio. Está situado en el centro de la barriada, entre sus dos fases, con un parque central. 
El barrio del Cuatro de marzo, situado entre el paseo de Zorrilla y el río Pisuerga, fue terminado en 1962. Sus fieles dependieron de la parroquia de Nuestra Señora del Rosario, en la alejada Carretera de Rueda, hasta su inicio de actividad en marzo de 1964. 
Ha sido incluida dentro del Catálogo de Patrimonio del Plan General de Ordenación Urbana de Valladolid. Se le describe como un edificio “de gran escala, particularmente del espacio interior --cuya altura libre fue rebajada en 1973, alterando la percepción original de este espacio de escala monumental y cegando la iluminación cenital--; con una organización focalizada en el altar, situado en una pequeña cabecera circular embutida en un cuerpo que alberga las instalaciones auxiliares de la iglesia.” 

## Estilo y arquitectura

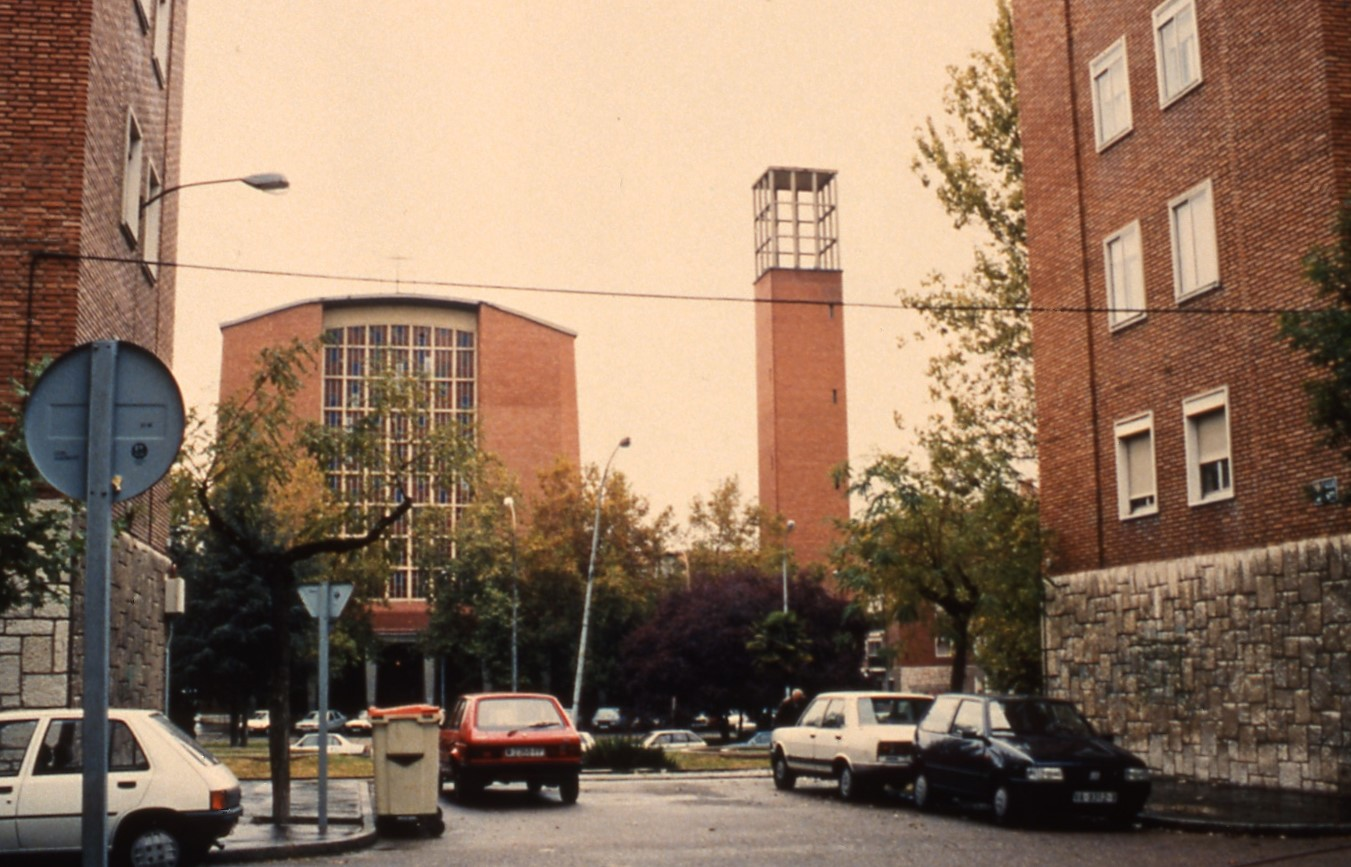
Iglesia de Santo Domingo de Guzmán, años 80.

El acceso se realiza a través de un pórtico ante la fachada principal, en la que destaca una gran vidriera en colores sobre el paño liso de ladrillo visto. Otro elemento singular, en el exterior junto a un pequeño baptisterio, es la torre campanario, de gran altura, con una linterna o remate final muy ligero, alto y en color blanco, que en el año 2013, al amenazar ruina, fue sustituido por un remate bajo de color oscuro, ajeno al diseño original.
La construcción se realizó en ladrillo, con muros laterales o costillas de hormigón que se colocan en tramos quebrados para permitir la entrada de luz al interior. En su fachada posterior, hacia el interior del barrio, destaca el ábside con un volumen cilíndrico muy rotundo. 
El tamaño del edificio viene dado tanto por ser el elemento central y representativo del barrio Cuatro de marzo, como por la propia expresión dada a la arquitectura religiosa. 
Ni la luz que entraba sobre el presbiterio, en la zona del altar, procedente de una linterna de gran altura, aunque cegada en 1973, ni los huecos laterales, por su disposición en planta de herradura, son vistos desde el espacio de la nave donde se encuentran los feligreses,  lo que produce un efecto escenográfico de iluminación, que se acentúa al contrastar  la textura y el color del ladrillo con el acabado en enfoscado liso del presbiterio.
En la muy sobria decoración destaca un Cristo tallado en madera del escultor Antonio Vaquero Agudo y también dos frescos del pintor Rementería. 
El edificio se encuentra incluido en el registro de la Fundación DoCoMoMo Ibérico (Documentación y Conservación del Movimiento Moderno) con nivel "B".